# Juego chino
Juego chino (estilizado como #JuegoChino) es un programa de televisión de juegos argentino creado y presentado por Guillermo "El Pelado" López; y emitido por Telefe. El programa tuvo su estreno el sábado 6 de agosto de 2022, sin embargo, su emisión se trasladó a los viernes luego de poner su tercer programa al aire. En octubre del 2023, Telefe confirmó que el estreno de la segunda temporada sería el 3 de noviembre de ese mismo año.
La idea de realizar el concurso televisivo surgió en 2011 a partir de un segmento que realizaba el Pelado López cuando se desempeñaba como notero en el programa Caiga quien caiga, donde invitaba a las celebridades a participar de un juego con pelotas de tenis.

## Formato
En cada programa, el conductor recibirá un invitado famoso, generalmente una figura del canal, y lo someterá a un desopilante cuestionario. Luego, lo desafiará a participar en el juego chino, que consiste en embocar. desde una altura elevada, pelotas de tenis en un recipiente ubicado en la planta baja.
Por otro lado, el programa también presenta juegos ideados para personas del público que pertenecen a diferentes barrios, donde desde sus balcones participarán del juego y quien logre acertar más preguntas será el ganador de un premio.
En la segunda temporada, se incorporó una nueva sección llamada «#Numerales», que consiste en que los invitados, en un pin pong de preguntas y respuestas, deben relatar anécdotas como algún momento vergonzoso, un secreto o su último enojo. Además, se añadió un premio de cien mil pesos para el famoso que logre vencer al conductor en el juego chino.

## Temporadas
| Temporada | Temporada | Programas | Estreno                | Final                   | Índice de audiencia promedio |
| --------- | --------- | --------- | ---------------------- | ----------------------- | ---------------------------- |
|           | 1         | 20        | 6 de agosto de 2022    | 16 de diciembre de 2022 | 5.6                          |
|           | 2         | 26        | 3 de noviembre de 2023 | 10 de mayo de 2024      | 6.9                          |

### Primera temporada: 2022
| N.º Serie | N.º Temp. | Fecha de emisión                  | Invitados                                       | Rating |
| --------- | --------- | --------------------------------- | ----------------------------------------------- | ------ |
| 1         | 1         | Sábado, 6 de agosto de 2022       | Benjamín Vicuña                                 | 5.9    |
| 2         | 2         | Sábado, 13 de agosto de 2022      | Paula Chaves                                    | 5.7    |
| 3         | 3         | Sábado, 20 de agosto de 2022      | Nicolás Occhiato                                | 5.6    |
| 4         | 4         | Viernes, 26 de agosto de 2022     | Verónica Lozano                                 | 6.0    |
| 5         | 5         | Viernes, 2 de septiembre de 2022  | Roberto Moldavsky                               | 5.0    |
| 6         | 6         | Viernes, 9 de septiembre de 2022  | Victoria Xipolitakis y Ariel Rodríguez Palacios | 4.2    |
| 7         | 7         | Viernes, 16 de septiembre de 2022 | Fabián Cubero y Micaela Viciconte               | 4.5    |
| 8         | 8         | Viernes, 23 de septiembre de 2022 | Georgina Barbarossa y Roberto Funes             | 4.8    |
| 9         | 9         | Viernes, 30 de septiembre de 2022 | Facundo Arana                                   | 3.5    |
| 10        | 10        | Viernes, 7 de octubre de 2022     | Sebastián Estevanez                             | 4.2    |
| 11        | 11        | Viernes, 14 de octubre de 2022    | Paola Krum                                      | 4.0    |
| 12        | 12        | Viernes, 21 de octubre de 2022    | Ximena Capristo y Gustavo Conti                 | 5.9    |
| 13        | 13        | Viernes, 28 de octubre de 2022    | Zaira Nara                                      | 5.0    |
| 14        | 14        | Viernes, 4 de noviembre de 2022   | Sol Pérez                                       | 7.2    |
| 15        | 15        | Viernes, 11 de noviembre de 2022  | Karina la Princesita                            | 7.0    |
| 16        | 16        | Viernes, 18 de noviembre de 2022  | Karina Jelinek                                  | 6.9    |
| 17        | 17        | Viernes, 25 de noviembre de 2022  | Leo Montero                                     | 6.9    |
| 18        | 18        | Viernes, 2 de diciembre de 2022   | Pachu Peña                                      | 6.2    |
| 19        | 19        | Viernes, 9 de diciembre de 2022   | Jésica Cirio                                    | 5.2    |
| 20        | 20        | Viernes, 16 de diciembre de 2022  | Sabrina Garciarena                              | 6.8    |

### Segunda temporada: 2023-2024
| N.º Serie | N.º Temp. | Fecha de emisión                 | Invitados                        | Rating |
| --------- | --------- | -------------------------------- | -------------------------------- | ------ |
| 21        | 1         | Viernes, 3 de noviembre de 2023  | Damián De Santo                  | 5.3    |
| 22        | 2         | Viernes, 10 de noviembre de 2023 | Joaquín Levinton                 | 6.3    |
| 23        | 3         | Viernes, 17 de noviembre de 2023 | Matías Martin y Clemente Cancela | 4.9    |
| 24        | 4         | Viernes, 24 de noviembre de 2023 | Romina Giardina                  | 6.3    |
| 25        | 5         | Viernes, 1 de diciembre de 2023  | Donato De Santis                 | 6.8    |
| 26        | 6         | Viernes, 8 de diciembre de 2023  | Sofía Martínez                   | 5.6    |
| 27        | 7         | Viernes, 15 de diciembre de 2023 | Julieta Poggio                   | 8.2    |
| 28        | 8         | Viernes, 22 de diciembre de 2023 | Gastón Soffritti                 |        |
| 29        | 9         | Viernes, 29 de diciembre de 2023 | Nacho Castañares                 | 7.3    |
| 30        | 10        | Viernes, 5 de enero de 2024      | Mariano Martínez                 |        |
| 31        | 11        | Viernes, 12 de enero de 2024     | Yayo Guridi                      | 7.4    |
| 32        | 12        | Viernes, 19 de enero de 2024     | Alejandra Maglietti              | 7.6    |
| 33        | 13        | Viernes, 26 de enero de 2024     | Stephanie Demner y Guido Pella   | 7.6    |
| 34        | 14        | Viernes, 2 de febrero de 2024    | Diego Leuco                      | 7.8    |
| 35        | 15        | Viernes, 9 de febrero de 2024    | Tomás Fonzi                      | 7.3    |
| 36        | 16        | Viernes, 16 de febrero de 2024   | Pía Shaw                         | 8.6    |
| 37        | 17        | Viernes, 24 de febrero de 2024   | Pablo Giralt                     | 8.6    |
| 38        | 18        | Viernes, 8 de marzo de 2024      | El Mono de Kapanga               | 8.8    |
| 39        | 19        | Viernes, 15 de marzo de 2024     | Diego Poggi                      | 6.7    |
| 40        | 20        | Viernes, 22 de marzo de 2024     | Campi                            | 7.5    |
| 41        | 21        | Viernes, 29 de marzo de 2024     | Gastón Edul                      | 5.5    |
| 42        | 22        | Viernes, 12 de abril de 2024     | Josefina "China" Ansa            | 7.8    |
| 43        | 23        | Viernes, 19 de abril de 2024     | Edith Hermida                    | 6.8    |
| 44        | 24        | Viernes, 26 de abril de 2024     | Grego Rossello                   | 5.5    |
| 45        | 25        | Viernes, 3 de mayo de 2024       | Benjamín Amadeo                  | 6.5    |
| 46        | 26        | Viernes, 10 de mayo de 2024      | Miguel Granados                  | 7.0    |